# Whores Moaning
Whores Moaning est un EP de Sonic Youth sorti en février 1993. Il fut publié exclusivement en Australie et coïncida avec les dates de la tournée 1993 en Australie et en Nouvelle-Zélande.
Le nom de cet EP est une référence à l'EP de la tournée de Nirvana en Australie, nommé Hormoaning et sorti un an auparavant.

## Liste des titres
| No | Titre                          | Durée |
| -- | ------------------------------ | ----- |
| 1. | Sugar Kane (edit)              | 5:03  |
| 2. | Personality Crisis             | 3:50  |
| 3. | The End of the End of the Ugly | 4:12  |
| 4. | Is It My Body                  | 2:53  |
| 5. | Tamra                          | 8:53  |